# Meng Chang
En aquest nom xinès, el cognom és Meng.
Meng Chang (919-965) va ser un emperador de l'Estat de Shu (934-965), un dels Deu Regnes, situat a la conca del Sichuan.

## Ascensió al tron
Meng Chang, a títol pòstum conegut com a Houzhu (後主), fou el fill de Meng Zhixiang, el fundador del regne de Shu posteriors. Quan el seu pare morí el 934, es nomenà a si mateix emperador del regne.

## Govern i caiguda
Meng va governar hàbilment durant tres dècades. El Shu tardà es convertí en un dels centres per a les arts i la literatura. Una antologia de la poesia lírica coneguda com l'Antologia d'Enmig les Flors va ser compilada el 940.
Una nova força va sorgir al nord l'any 960 quan la dinastia Song va substituir la dinastia Zhou posteriors, l'última de les Cinc Dinasties. Song Taizu escometé la seua missió reunificant el regne. Song del Nord va envair el regne i quan el general Wang Quanbin va arribar a Chengdu en 965, Meng Chang es va rendir davant seu, acabant amb Shu posteriors. en el camí cap a la reunificació de la majoria de la Xina.